# Софроний (Баландин)
Епископ Софроний (в миру Сергей Николаевич Баландин; 12 июня 1973, Жигулёвск) — епископ Русской православной церкви, епископ Кинельский и Безенчукский.

## Биография
Родился и вырос в городе Жигулёвске. Родители его родом из Пензенской области. В сентябре 1973 года крещён в храме в честь иконы Божией Матери «Казанской» города Тольятти. С детства очень любил читать: довольно рано, в пять лет, мама научила его грамоте по букварю, и он сам стал ходить в библиотеки, сидеть в читальном зале.
С 1980 по 1988 год обучался в средней школе города Жигулёвск. С 1988 по 1992 год обучался в Жигулевском Радиотехническом техникуме, по окончании которого получил рабочую профессию токаря и диплом «Техника-технолога по обработке металлов резанием».
После открытия в начале 1990-х годов в Жигулёвске православного прихода стал посещать его.
С августа 1991 года служил алтарником в церкви святого праведного Иоанна Кронштадтского города Жигулёвска.
В 1992 году был рукоположен в сан диакона, а через полгода, в 1993 году — в сан иерея.
В 1993 году назначен настоятелем храма в честь Покрова Божией Матери села Волчанки.
26 марта 1994 года пострижен в малую схиму с наречением имени Софроний. Осенью того же года переведен в женский Иверский монастырь города Самара, где в течение 8 лет исполнял обязанности духовника. В эти годы по мере сил и знаний помогал настоятельнице и сёстрам в возрождении монастыря и духовной жизни в нём.
В 1999 году был инициатором и участником обретения мощей святого праведного Александра Чагринского с последующей его канонизацией в лике местночтимых святых.
В 2000 году заочно окончил Самарскую Духовную Семинарию.
В 2002 году назначен настоятелем Кладбищенского прихода в честь Всех Святых города Тольятти, где при поддержке администрации кладбища построили срубовой храм.
С 2004 года являлся настоятелем Благовещенского прихода посёлка Фёдоровка города Тольятти. За это время была произведена реставрация храма и прилегающих построек. Был собран полный пакет правоустанавливающих документов.
В 2005 году по благословению правящего архиерея начато восстановление храма в честь Покрова Божией Матери в селе Кяхта, Шигонского района, которое успешно завершено в 2009 году.
С 2007 по 2009 год нёс послушание по сдаче и вводу в эксплуатацию построенного храма в честь Святой Троицы города Тольятти.
В 2008 году назначен благочинным монастырей Самарской епархии.
С 2003 по 2009 год заочно обучался в Кишинёвской Духовной Академии. За написание дипломной работы «Жизнь и деятельность святителя Филарета (Дроздова) митрополита Московского и Коломенского» присвоена степень лиценциата. В период с 2009 по 2011 год продолжал обучение на магистрате той же Академии. За расширение и углубление темы вышеупомянутой дипломной работы, и переводе её на румынский язык, присвоена степень магистра богословия с вручением диплома соответствующего образца.
27 июля 2011 года решением Священного Синода Русской православной церкви назначен наместником Воскресенского мужского монастыря города Самары в сане игумена.

### Архиерейство
7 июня 2012 года решением Священного Синода избран епископом Кинельским и Безенчукским.
В июне 2012 года возведён в сан архимандрита.
15 июня 2012 года в Тронном зале кафедрального соборного Храма Христа Спасителя наречён во епископа Кинельского и Безенчукского.
17 июня 2012 года в новоосвящённом соборном храме святого благоверного князя Игоря Черниговского в Переделкине хиротонисан во епископа Кинельского и Безенчукского. Хиротонию совершили: Патриарх Московский и всея Руси Кирилл, митрополит Саранский и Мордовский Варсонофий (Судаков), митрополит Самарский и Сызранский Сергий (Полеткин), епископ Бронницкий Игнатий (Пунин), епископ Солнечногорский Сергий (Чашин), епископ Енисейский и Норильский Никодим (Чибисов), епископ Уссурийский Иннокентий (Ерохин).